# Vicente Mickosz
Vicente Mickosz (Curitiba, 1 de maio de 1928 – Curitiba, 1 de dezembro de 2013) foi um radialista brasileiro.
Descendente de imigrantes húngaros estabelecidos no bairro de Barreirinha, na capital paranaense, desde criança era fascinado pelo rádio. Aprendeu a construir receptores de galena e tornou-se um ouvinte aficcionado. Aos 21 anos de idade, quando já trabalhava na RFFSA, inscreveu-se em um concurso da Rádio Marumby destinado a escolher um novo locutor para a emissora. Foi classificado em segundo lugar, atrás apenas de Élio Naresi, que, no entanto, não assumiu o posto, preferindo estudar Direito.
Assumiu a vaga de "speaker" na rádio e chamou a atenção de um jovem que morava perto da casa de seus pais. Um dia, quando estava no ônibus a caminho do emprego, Vicente foi abordado por aquele conhecido, que desejava saber como poderia ser ele também um locutor. Para mostrar que levava jeito, o rapaz recitou o texto de um famoso anúncio de sabão muito em voga nas rádios curitibanas. Vicente encaminhou o colega para o "Serviço de Autofalantes Iguaçú", que funcionava na Praça Tiradentes, ao lado da Catedral Metropolitana, onde ele logo começaria a trabalhar. Chamava-se Haroldo de Andrade.
No rádio, Vicente Mickosz especializou-se na transmissão de eventos católicos, como missas, novenas e terços. Desenvolveu métodos técnicos de irradiação ao vivo diretamente das igrejas, e chegou a cobrir eventos no Vaticano.
Apresentou programas de música e de poesias. Era também quem lia diariamente o necrológio. O texto de abertura desse noticiário fúnebre começava sempre da mesma forma: “é com pesar que anunciamos os seguintes falecimentos”.